# Muntanya de Tangra
La Muntanya de Tangra (en búlgar Тангра Планина, Tàngra Planinà) forma la serralada principal de l'Illa Livingston a les illes Shetland del Sud situa a l'Antàrtida. La muntanya havia estat anònima fins a 2001, quan se li va posar el nom del déu suprem Tangra dels antics Búlgars.

## Descripció

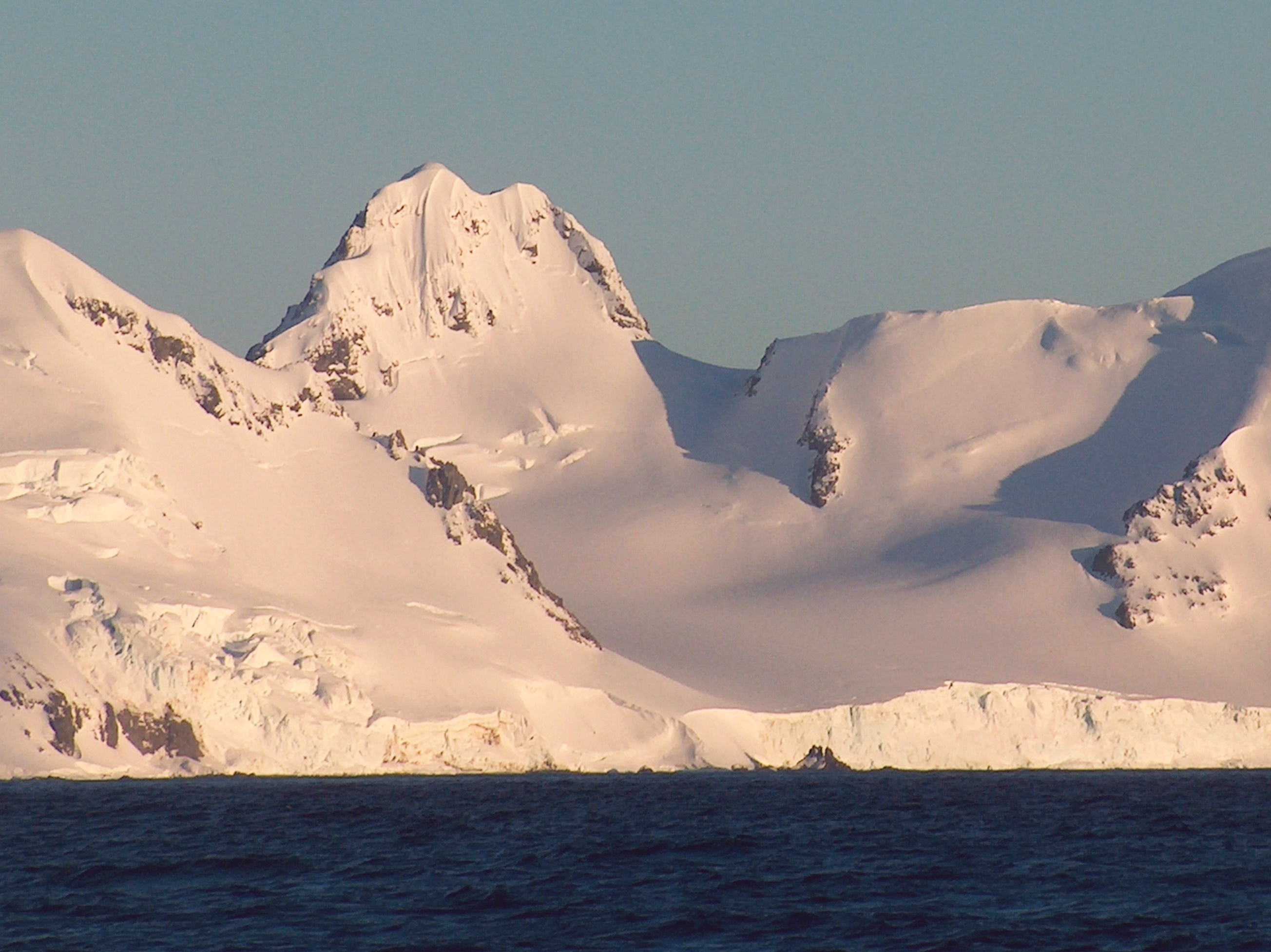
Kaloyan Nunatak

La Muntanya de Tangra té 30 quilòmetres de longitud, entre Punt Barnard i Punt Renier, 8 quilòmetres d'amplada, i està limitada per la Badia Lluna i la glacera Huron al nord, la glacera Huntress al nord-oest, la Badia Falsa a l'oest i l'Estret Bransfield al sud-est, i està connectada amb la serralada de Bowles per la sella de Wörner i amb la serralada de Pliska per la sella de Nesebar. La muntanya es divideix en tres carenes principals: carena de Friesland a l'oest, carena de Levski en el centre i carena de Delchev a l'est.
Els pics i els pendents de Tangra són coberts per un casquet glacial, i es drenen per les glaceres Huron, Huntress, cascada de gel Ruen, Peshtera, Caritat, piemont de gel Tarnovo, Prespa, Macy, Boyana, Srebarna, Magura, Dobrudzha, Ropotamo, Strandzha, Pautalia, piemont de gel Sopot i Iskar.
El Camp Acadèmia al peu nord-oest del pic de Zograf és la porta perfecta a Muntanya de Tangra central via collada Catalana (1260 m) al sud i sella de Lozen (437 m) a l'est. Collada Catalana estava ocupada per un bivac de l'equip d'enquesta topogràfica Tangra 2004/05 14-16 de desembre de 2004.

## Carena de Friesland

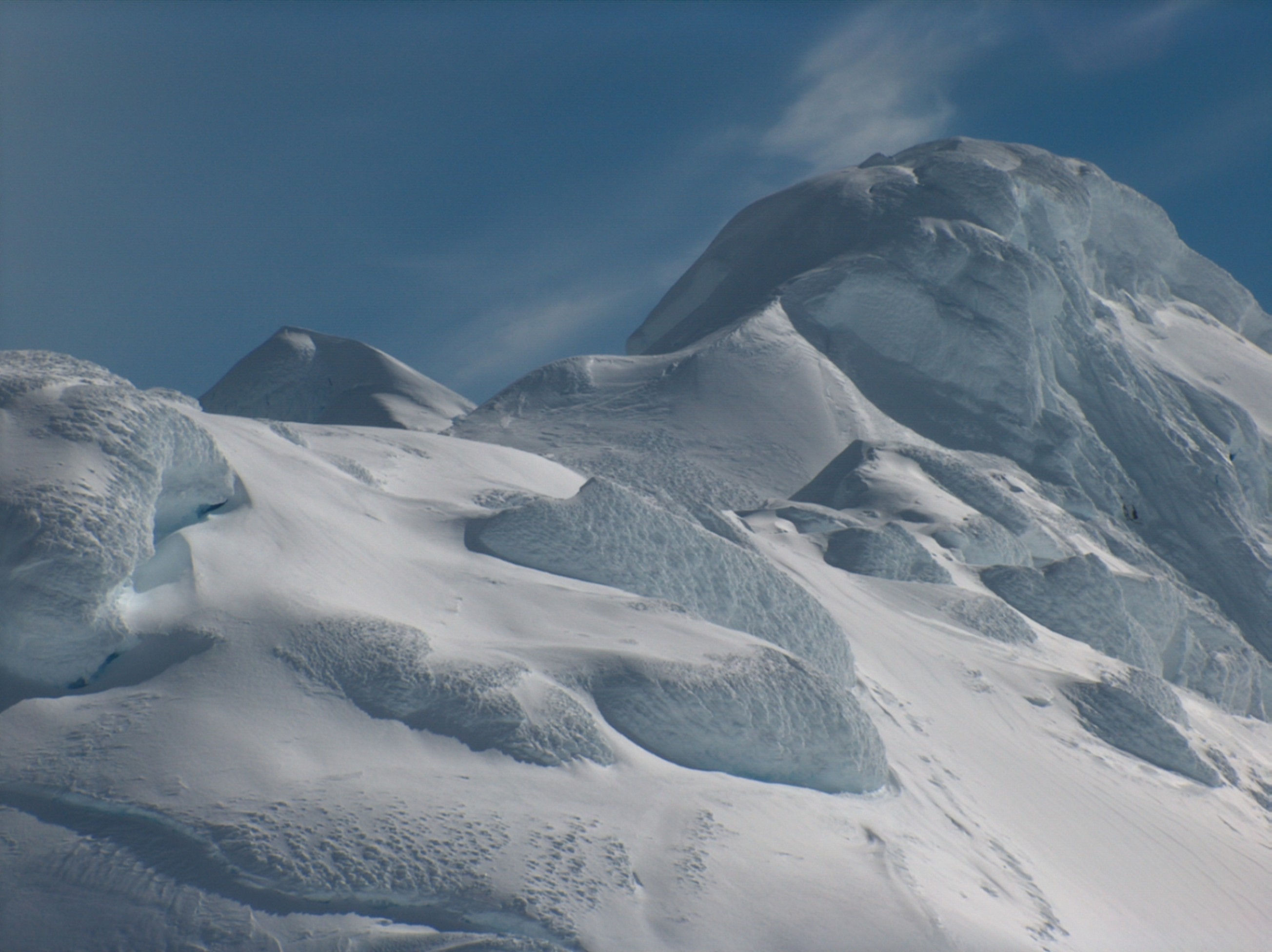

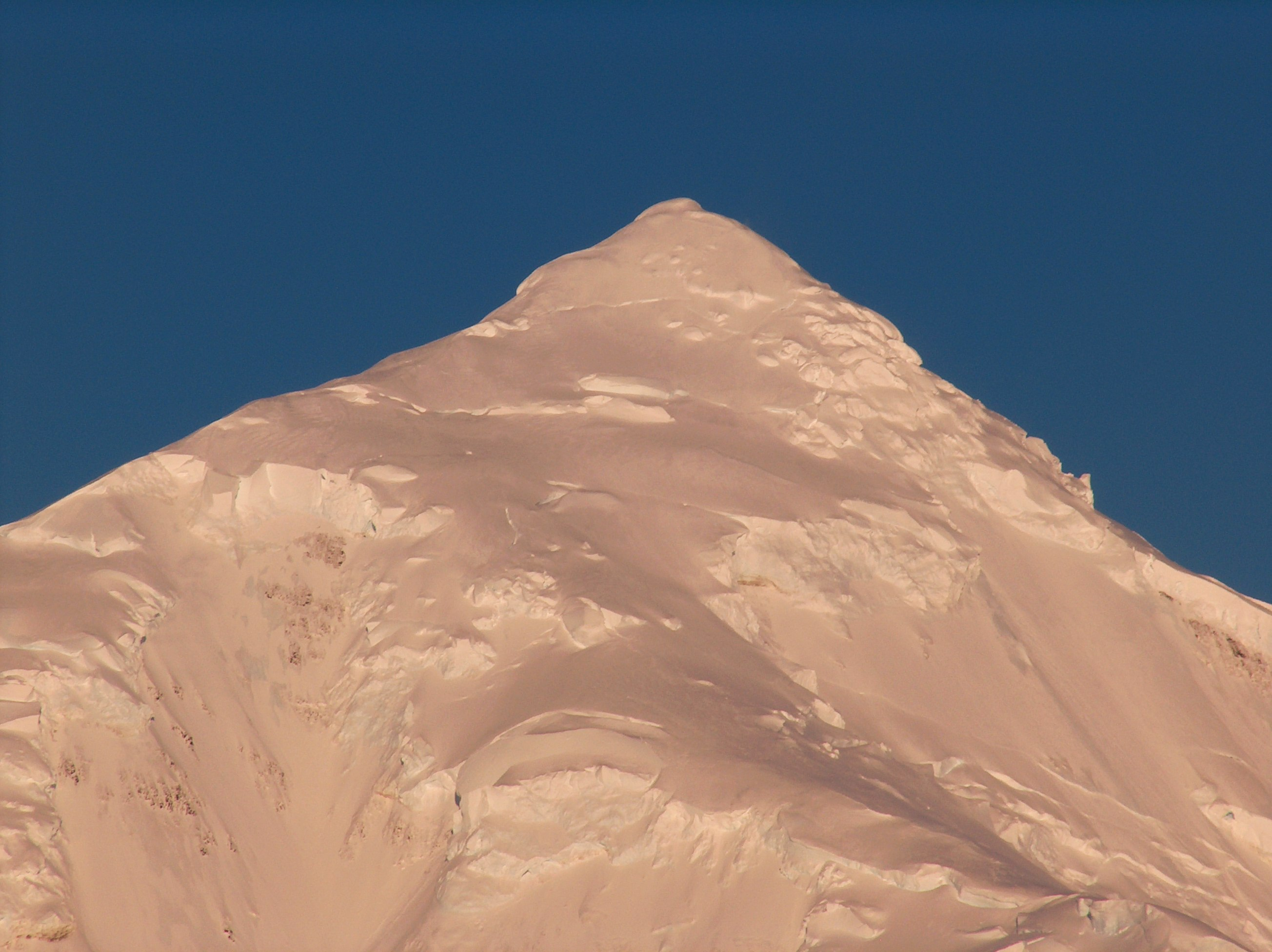
Pic d'Agulla Gran (Great Needle Peak).

La carena de Friesland té 15 quilòmetres de longitud entre Punt Botev al sud-oest i sella de Shipka al nord-est. El Mont Friesland (62° 40′ 14.9″ S, 60° 11′ 10.7″ O / 62.670806°S,60.186306°O) té una alçada de 1700 m. Altres cims principals són Sant Boris (1665 m), Simeon (1576 m), Sant Ciril (1505 m), Lyaskovets (1473 m), Presian (1456 m), Sant Metodi (1180 m), Acadèmia (1130 m) i Zograf (1011 m). Els primers ascensos a les muntanyes corresponen a: Mont Friesland per J. Enrique i F. Sàbat de la base Joan Carles I el desembre de 1991; Pic de Lyaskovets per L. Ivanov i D. Vasilev de Camp Acadèmia 14 de desembre de 2004; i Pic de Zograf per L. Ivanov de Camp Acadèmia 31 de desembre de 2004.

## Carena de Levski
La carena de Levski (anomenada així en honor de l'heroi nacional búlgar Vassil Levski) té 8 quilòmetres de longitud entre sella de Shipka a l'oest i sella de Devin a l'est, i 8 quilòmetres d'amplada entre el pic Cherepish al nord i el penya-segat de Christoff al sud. El Pic d'Agulla Gran (Great Needle Peak) (62° 40′ 15″ S, 60° 03′ 10″ O / 62.67083°S,60.05278°O) té una altitud de 1680 m. Uns altres cims principals són Levski (1430 m), coll de Sant Joan de Rila (1350 m), Helmet (1254 m), Serdica (1200 m), Vihren (1150 m), Ongal (1149 m) i Plovdiv (1040 m). Els primers ascensos corresponen a: Pic d'Ongal i Cim de Komini (774 m) per L. Ivanov de Camp Acadèmia 21 de desembre de 2004.

## Carena de Delchev
La carena de Delchev té 10 quilòmetres de longitud entre sella de Devin a l'oest i Punt Renier a l'est. El Cim de Delchev (62° 38′ 28″ S, 59° 56′ 16″ O / 62.64111°S,59.93778°O) té 940 m d'altitud. Uns altres cims principals són Ruse (800 m), Asen (800 m), Peter (800 m), Kuber (770 m), Elena (700 m), Spartacus (650 m), Yavorov (640 m) i Paisiy (550 m).

## Cartografia

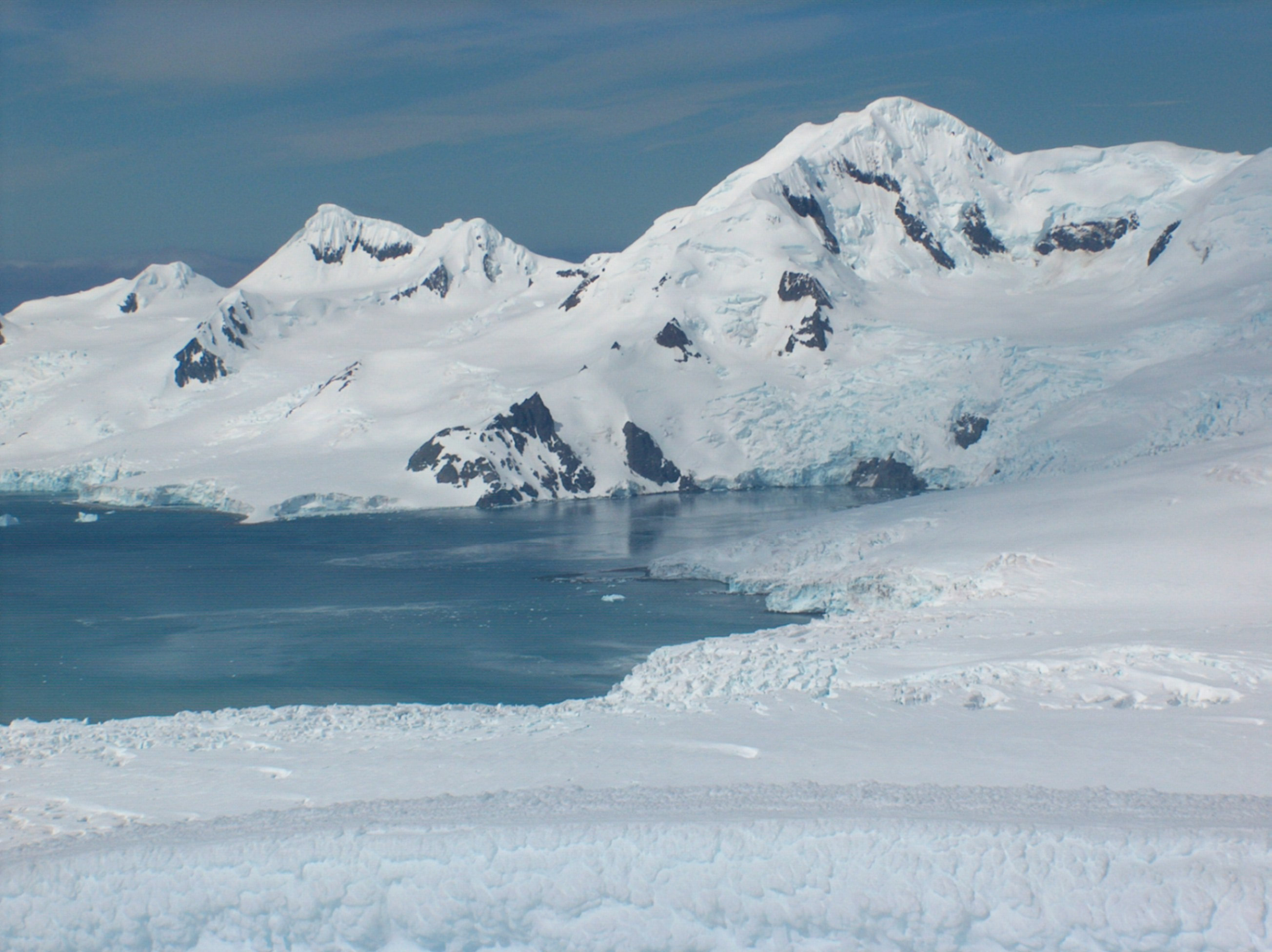

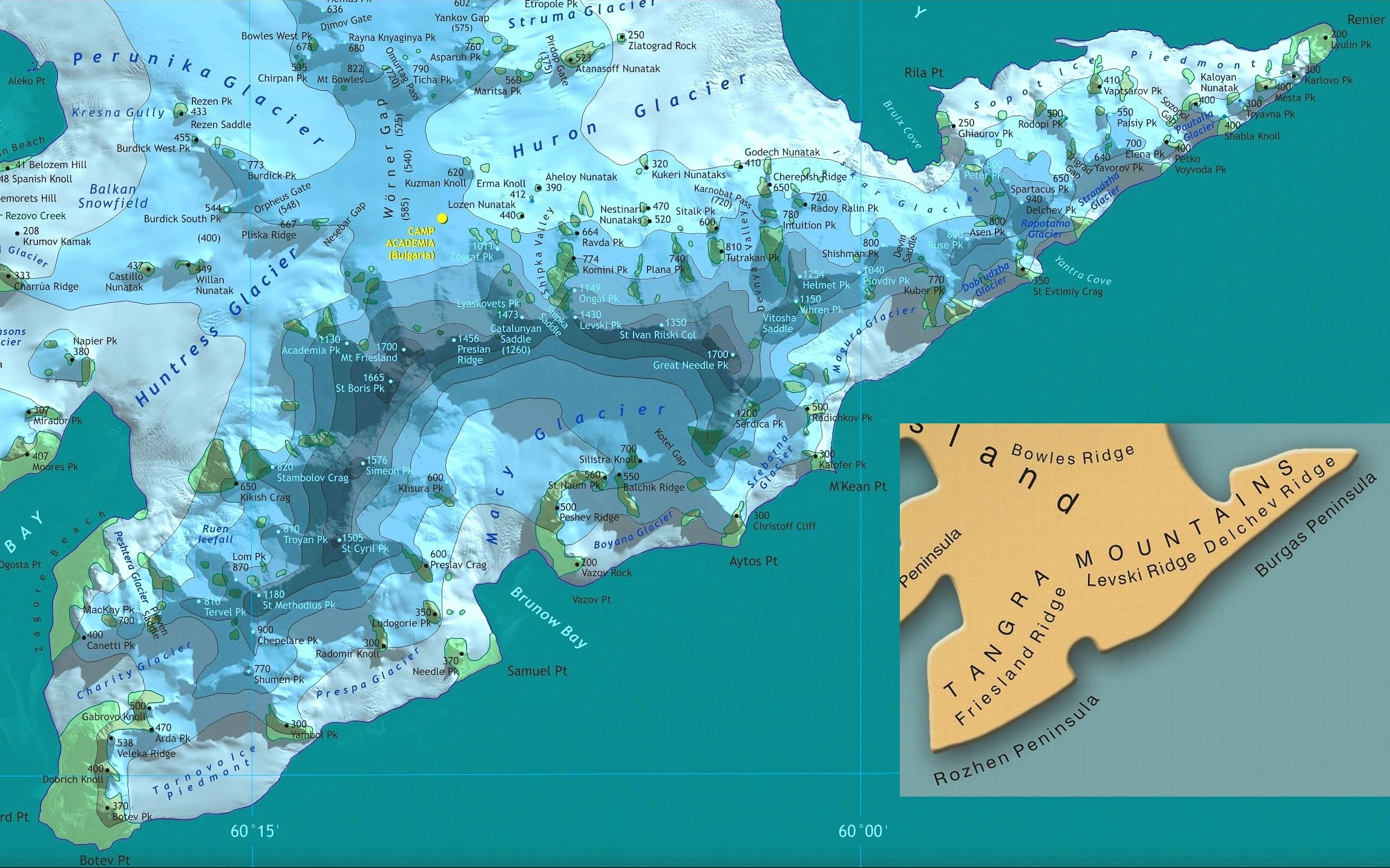

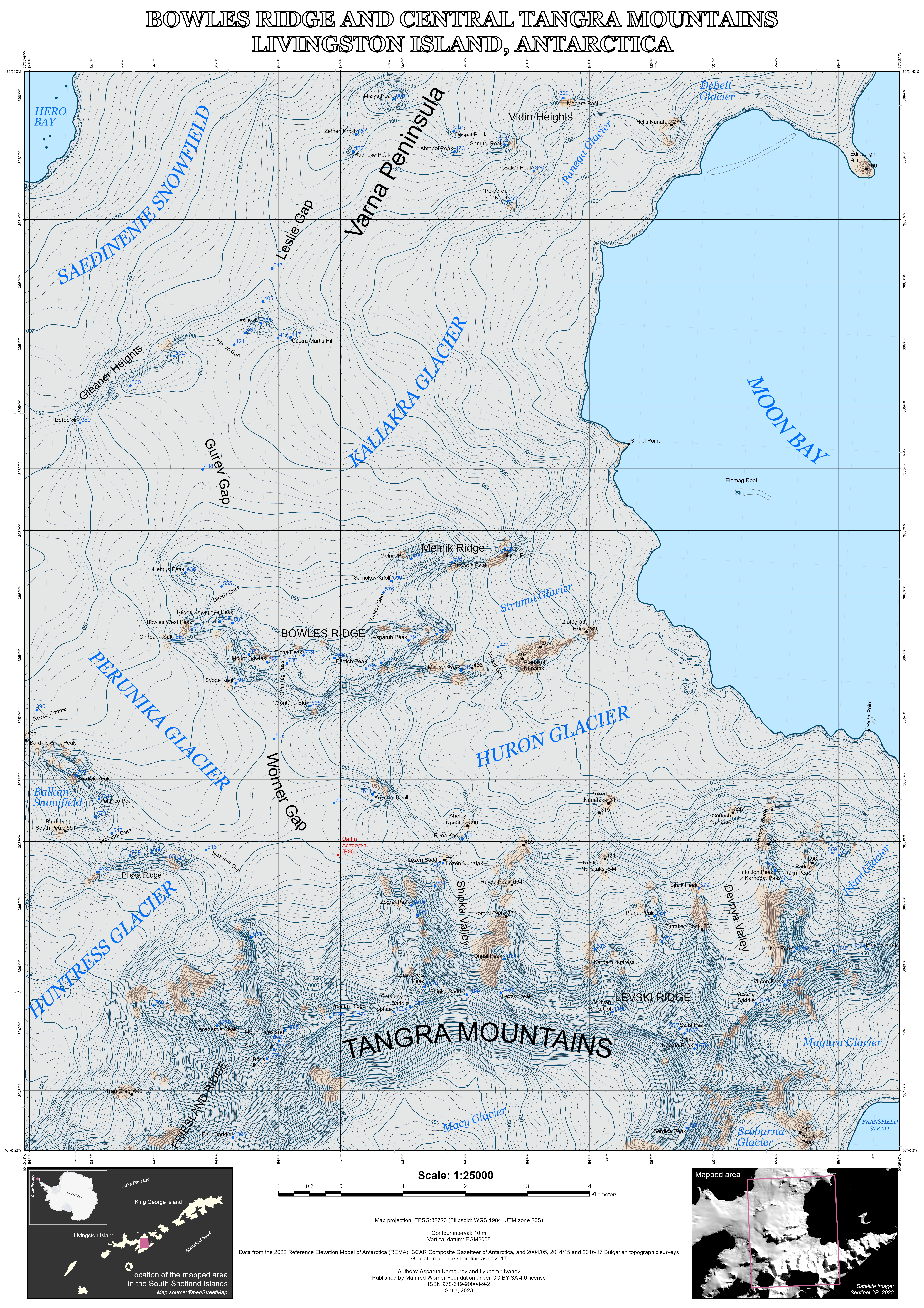
Topographic map of Bowles Ridge and central Tangra Mountains

Mapatge britànic de la muntanya el 1968, mapatge espanyol el 1991, i mapatge búlgar el 2005 i el 2009 des d'enquestes topogràfiques el 1995/96 i el 2004/05.